# Pierino & il lupo (film 2006)
Pierino & il lupo è un cortometraggio del 2006 diretto da Suzie Templeton.
Si tratta dell'adattamento dell'omonima opera di Prokofiev realizzato dall'animatrice Suzie Templeton in stop-motion.
Il cortometraggio ha vinto l'Oscar al miglior cortometraggio d'animazione nel 2008.

## Trama
Pierino è un ragazzo che vive in povertà ai margini di un grande bosco in una zona rurale della Russia, in compagnia del nonno. La casa è circondata da un alto recinto e il nonno non vuole che Pierino lo oltrepassi per paura dei lupi locali. Un giorno Pierino gioca con la sua papera, quando capita nel recinto una cornacchia con un'ala rotta. Il ragazzo la riporta nel bosco tentando di farla volare con l'aiuto di un pallone su un lago ghiacciato. Il nonno si accorge dell'uscita di Pierino e lo riporta in casa, ma un lupo divora l'anatra del ragazzo e lui riesce a catturare il lupo. Il nonno, orgoglioso del coraggio di Pierino, porta in città la preda, che viene derisa e minacciata con una pistola da alcuni bulli locali. Pierino si accorge dello sguardo rassegnato del lupo, apre la gabbia e lo libera, facendolo tornare nel bosco.

## Produzione
Il film è stato prodotto negli studi Se-ma-for di Łódź, e la post-produzione è stata effettuata nei Storm Studios di Oslo.

## Riconoscimenti
- Premi Oscar 2008
  - Miglior cortometraggio d'animazione
- BAFTA Awards 2007
  - Candidatura al miglior cortometraggio d'animazione
- Festival internazionale del film d'animazione di Annecy 2007 
  - Cristal d'Annecy e Gran Premio del pubblico
- British Animation Award 2008
  - Best TV Special
- Festival della Rosa d'oro 2007
  - Categoria Performing Arts
- Cartoon d'or 2007
  - Candidatura